# Darklands (компьютерная игра)
Darklands — компьютерная игра в жанре CRPG, созданная MicroProse. Вышла в 1992 году на PC (DOS). Действие Darklands происходит на территории Священной Римской империи в XV веке.

## Особенности
Darklands необычна во всём, начиная с генерации персонажа. Генерация представляет собой историю протагониста до момента начала игры — где и у кого родился, чем занимался, кем работал. Игра ограничена лишь возрастом персонажа — есть основной квест, очень много дополнительных, и за время жизни надо успеть их выполнить. Сеттинг представляет собой центральную Европу тех времён — за исключением того, что святые могут откликнуться на молитвы (с тем большей вероятностью, чем реже их беспокоят), алхимики — создавать чудодейственные зелья и с их помощью творить разные необычные действия, а также в игре фигурируют фантастические существа — гномы, кобольды, демоны, духи огня («вулканы», «vulcans»), скелеты и другие. Церковники и дружинники местных феодалов требуют деньги — их можно не отдать, но это грозит снижением одного из игровых параметров — благочестия (англ. Virtue).

## Оценки и мнения
Несмотря на немалое количество ошибок, это одна из «Лучших игр всех времён» по версии GameSpot. Тодд Говард упомянул Darklands в числе источников вдохновения для The Elder Scrolls.